# Jusletter
Jusletter est une revue juridique généraliste suisse en ligne. Elle paraît depuis l'an 2000. L'accès aux textes complets est devenu payant dès 2003. Les abonnés reçoivent chaque semaine un courriel les informant du sommaire de la dernière édition.
Les responsables de la publication sont Wolfgang Wiegand, professeur émérite de l'Université de Berne, ainsi que Sarah Montani et Franz Kummer.
Il s'agit d'une publication scientifique soumise à abonnement. Les réseaux universitaires suisses offrent néanmoins un accès gratuit. Les visiteurs des salles de lecture des bibliothèques universitaires peuvent ainsi consulter les articles in extenso.